# Dzouz
Dzouz (franska: Dzouz (CR), Dzouz (Commune Rurale), arabiska: الشعراء) är en kommun i Marocko.   Den ligger i provinsen El Kelaâ des Sraghna och regionen Marrakech-Safi, i den norra delen av landet, 240 km söder om huvudstaden Rabat. Antalet invånare är 9 521.